# Zlomený (Dr. House)
Zlomený (v anglickém originále Broken) je dvojdílná epizoda, první a druhý díl šesté řady seriálu Dr. House.

## Děj
House zahajuje svůj detoxikační program v Mayfieldské psychiatrické léčebně, aby se zbavil závislosti na Vicodinu a tím dostal pod kontrolu své halucinace. Plánuje také, že opustí léčebnu hned, jak bude úplně čistý, ale je nucen zůstat kvůli vyšetřujícímu lékaři Dr. Darrylu Nolanovi. Ten totiž souhlasí, že Housovi podepíše papír ohledně obnovení jeho lékařské licence, ovšem za podmínky, že House bude pokračovat v další léčbě. Když je House přestěhován do nového nemocničního oddělení, začne se rozvíjet blízký vztah s jeho novým spolubydlícím Alviem a Lydií, která House často navštěvuje kvůli porušování pravidel. House žádá Alvia, aby mu pomohl sehnat na Dr.Nolana nějaké inkriminované informace, díky kterým by ho mohl vydírat, aby si mohl svým způsobem trochu řídit léčbu. Také přesvědčí Lydii, aby mu půjčila auto, kterým by se propašoval ven jako falešný pacient, aby podkopal léčebný kurz Dr.Nolana. Ale když má vše zničující následky, House je pokořen neochotným přijmutím pomoci.